# Nuraghe Arrubiu

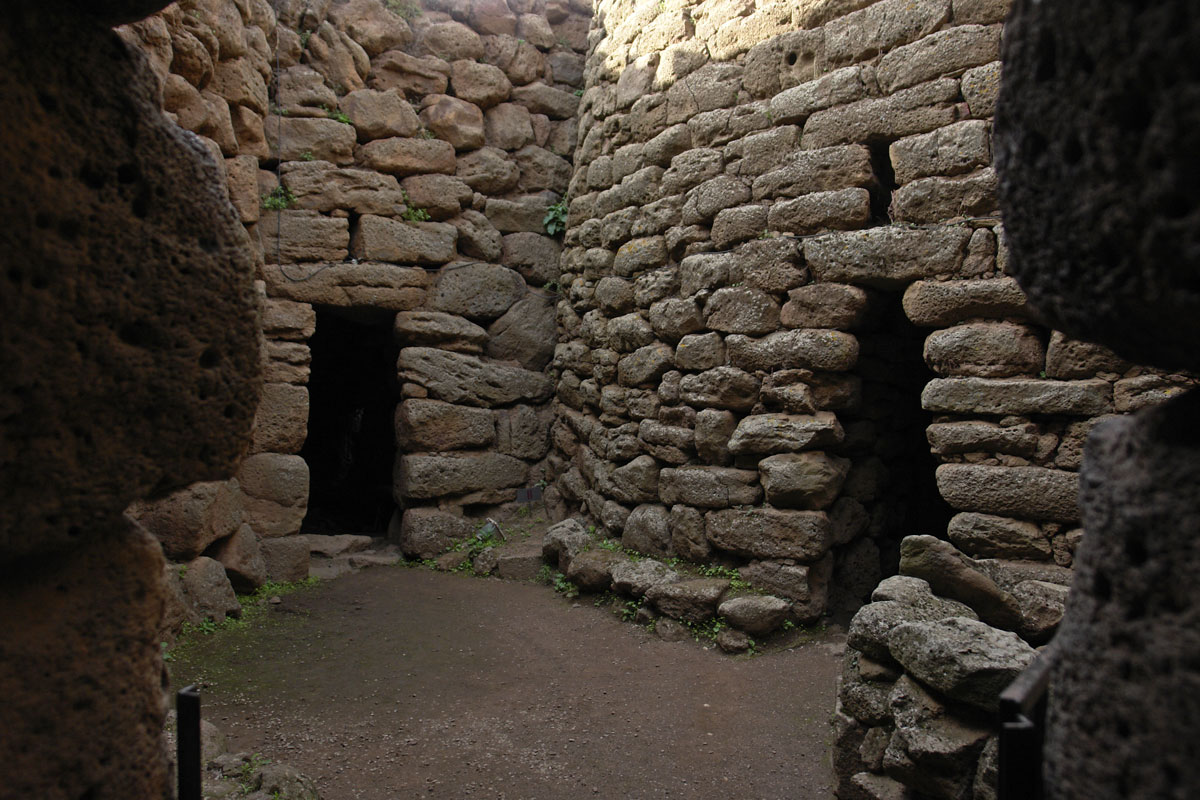
Innenhof mit spitzbogig (rechts) und sturzförmig einmündenden Korridoren

Die Nuraghe Arrubiu in der Provinz Sud Sardegna ist der größte nuraghische Komplex Sardiniens. Sie liegt auf dem Gebiet der Gemeinde Orroli. Eine gleichnamige Nuraghe liegt bei Sardara.
Die Nuraghe wurde wahrscheinlich im 15. Jahrhundert v. Chr. errichtet. Im 9. Jahrhundert v. Chr. stürzte die Anlage offenbar teilweise ein und wurde aufgegeben.
Während der römischen Herrschaft über die Insel (ab dem 3. Jahrhundert v. Chr. bis ins 6. Jahrhundert n. Chr.) wurde sie wieder genutzt. Zu dieser Zeit wurde hier offensichtlich Wein gekeltert, da zwei entsprechende Anlagen freigelegt wurden. Die Kelter befinden sich heute in separaten Gebäuden auf dem Ausstellungsgelände.

## Beschreibung der Anlage

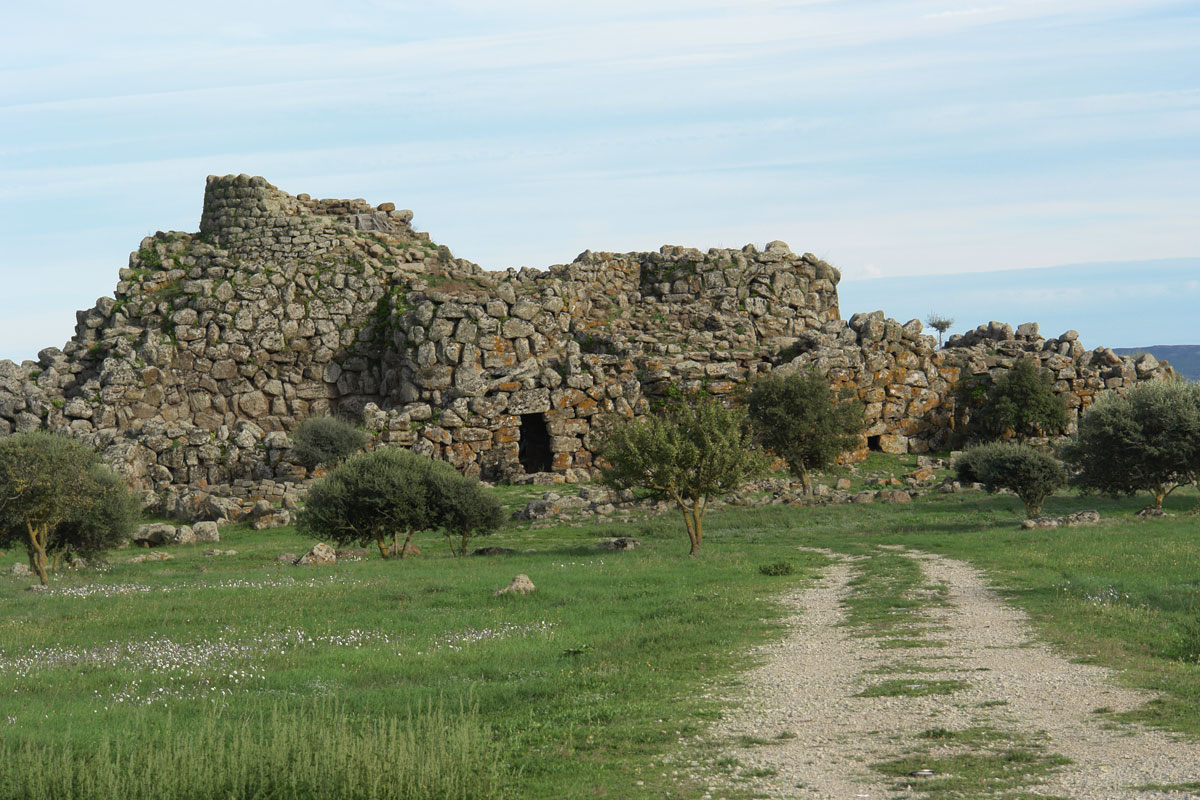
Nuraghe Arrubiu

Die Nuraghe Arrubiu ist der größten erhaltene Komplex (3000 m²) aus der Zeit der Nuraghenkultur. Es handelt sich aufgrund der fünf sekundären Türme, die den zentralen Turm umgeben, um eine sogenannte Fünfeckbastion. Die inneren Türme sind Teil der massiven Mauer, die den Innenhof umschließt. Weitere 12 Türme in der äußeren Mauer erhöhen die Zahl auf insgesamt 18. Eine nur teilweise erhaltene dritte Kurtine hat die Reste weiterer fünf Türme.
Mauern und Türme bestehen aus großen Steinblöcken, deren Zwischenräume mit kleineren Steinen aufgefüllt sind. Die Türme verjüngen sich nach oben in der Art von Kraggewölben und haben (heute oft) an der Spitze eine Öffnung. Für diesen Bau wurden teilweise senkrecht gestellte Quader benutzt.
Der Rest des zentralen Turms ragt heute 16 m hoch, dürfte ursprünglich jedoch weitaus höher gewesen sein. Er enthielt drei Stockwerke. Im Boden des Zentralturms wurde bei den Ausgrabungen eine Amphore gefunden, die Teil der Ausstellung ist. In den ovalen Nischen des Turms fanden sich Gefäße.
Die nur scheinbar gegen Angriffe gerichteten Anlagen lassen sich nicht als Verteidigung für den Großnuraghen einordnen. In der Umgebung wurden außer drei Rundhütten keine Hinweise auf eine Siedlung gefunden.
Die Anlage ist eingefriedet und kann gegen Gebühr besichtigt werden.

Bildergalerie
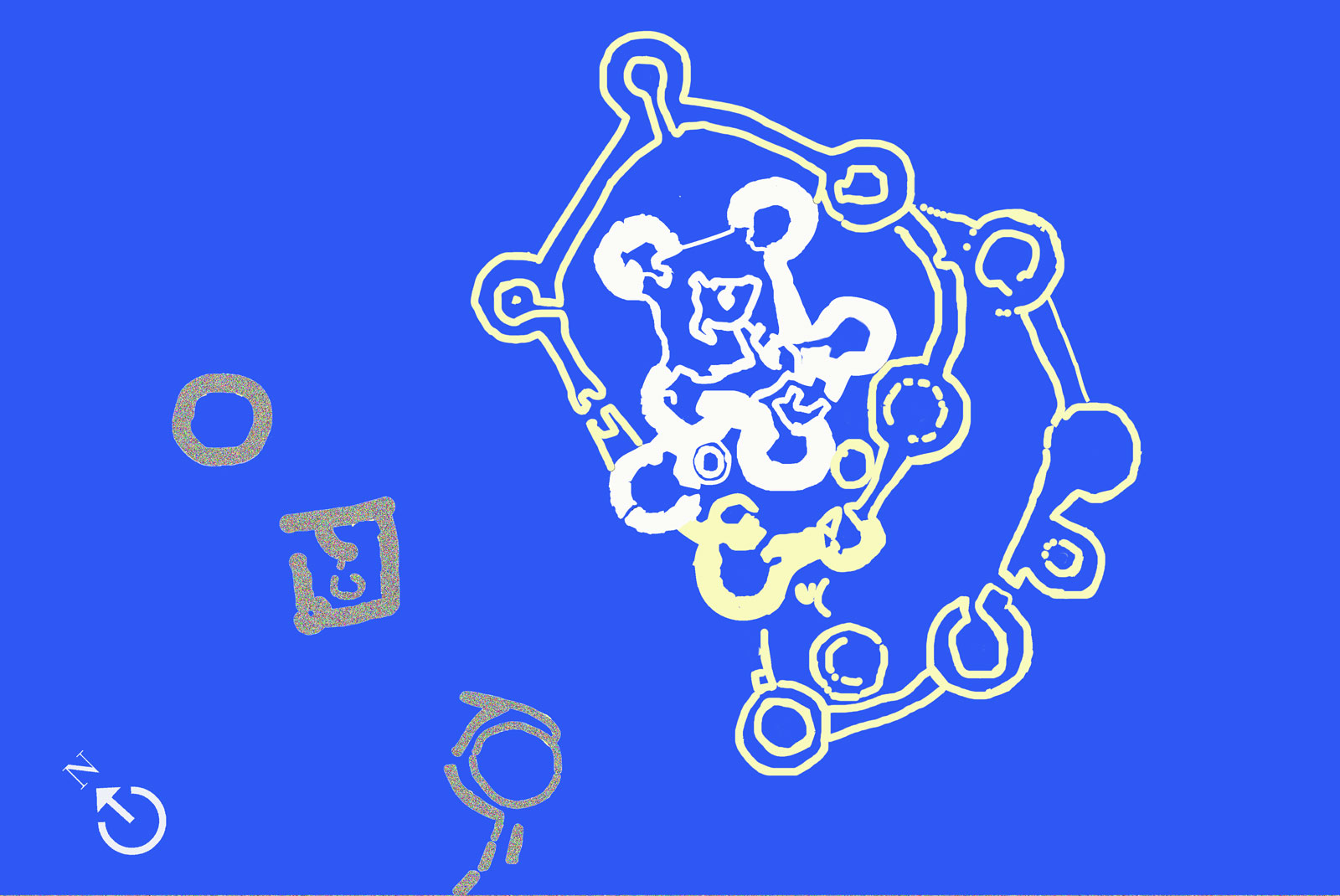
Nuraghe Arrubiu, Grundriss
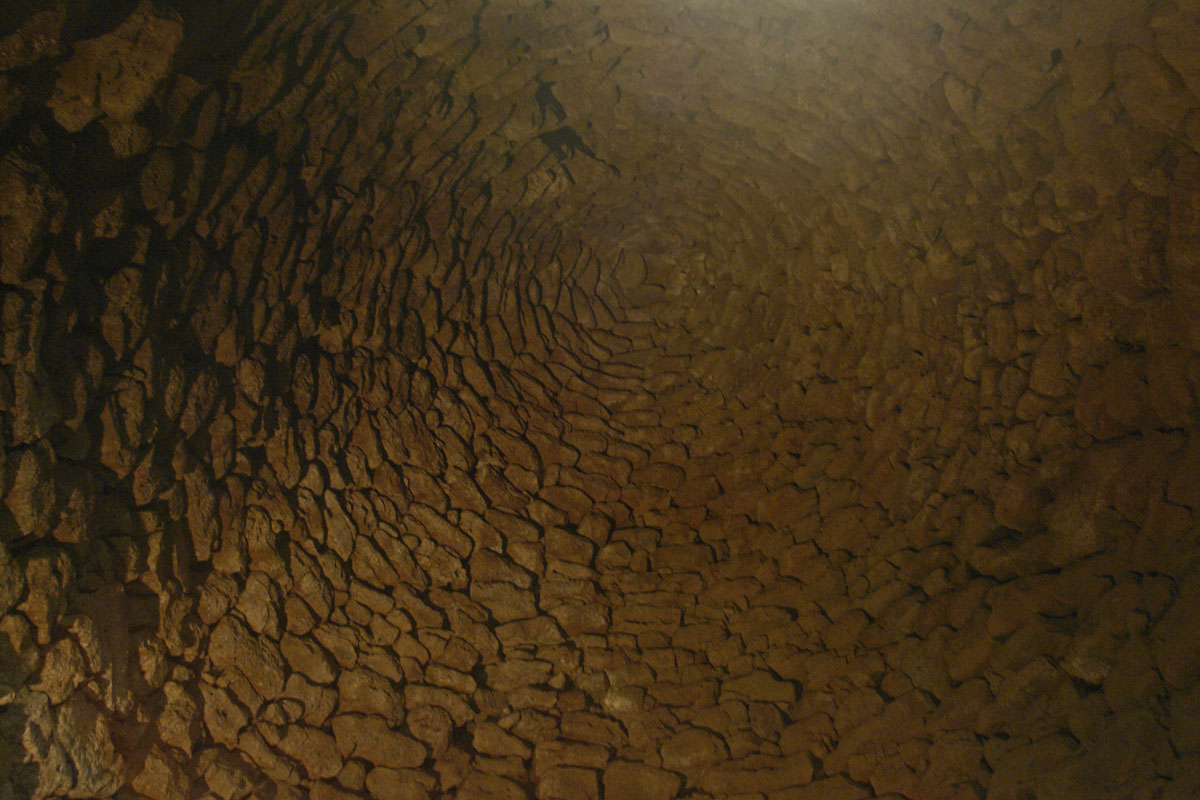
Nuraghe Arrubiu, Kraggewölbe
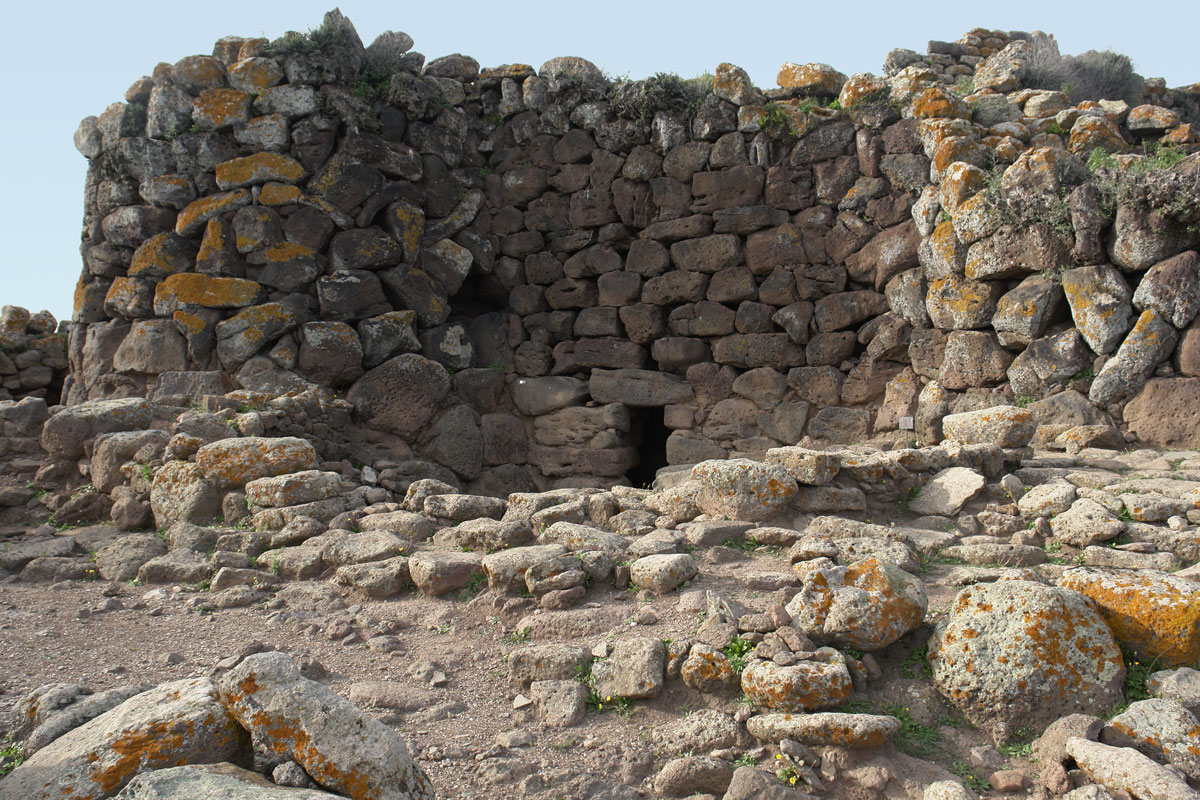
Nuraghe Arrubiu, Seiteneingang
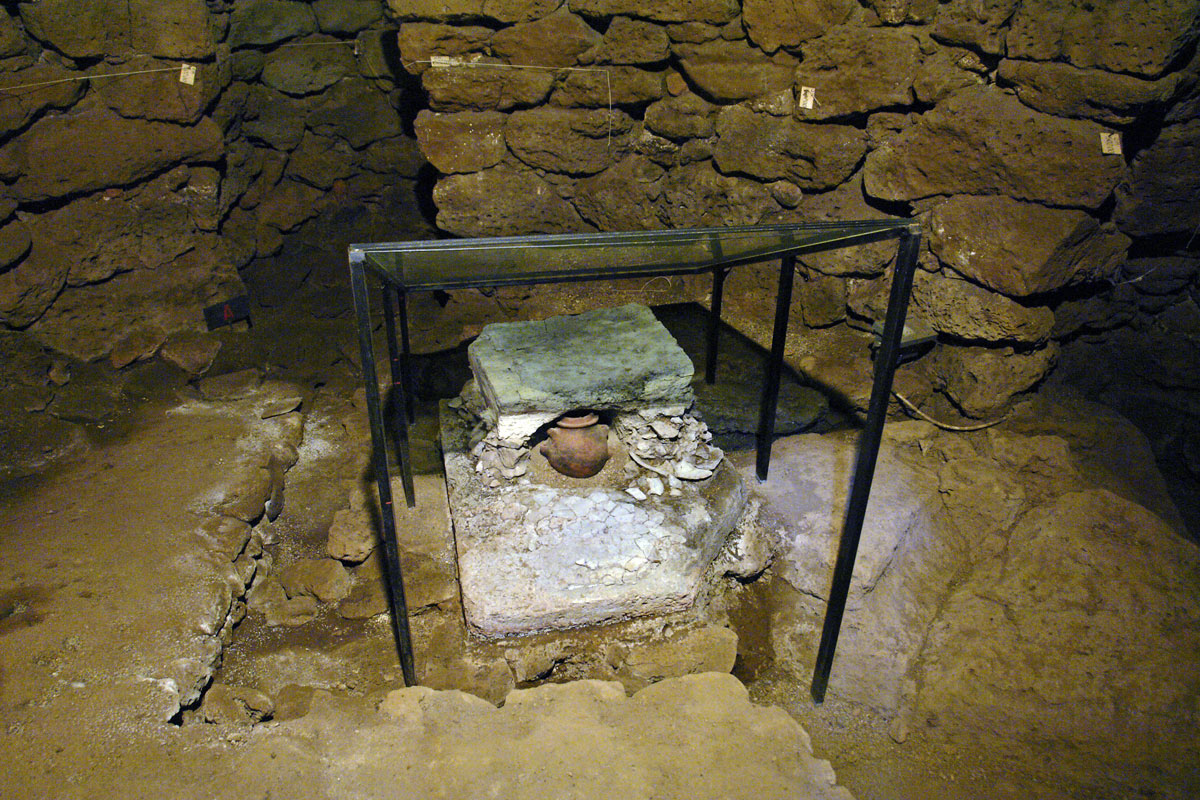
Nuraghe Arrubiu, Amphorenfund

## Weitere Nuraghenkomplexe (auch Großnuraghen genannt)
Neben Arrubiu sind folgende Nuraghen zu den größeren Komplexen zu rechnen:
- Genna Maria
- Losa
- Lugherras
- Palmavera
- Santu Antine
- Su Nuraxi
- Su Mulinu